# E-kormányzat
Az elektronikus kormányzat avagy az e-kormányzat a közigazgatás digitalizált rendszere, amely lehetővé teszi technológiai kommunikációs eszközök, például számítógépek és az internet segítségével különböző közszolgáltatások nyújtását egy országban vagy régióban állampolgárok és más jogalanyok számára. Az e-kormányzat új lehetőségeket kínál az állampolgároknak a kormányzati funkciókhoz és ügyintézéshez való közvetlenebb és kényelmesebb hozzáféréséhez, valamint a kormányzati szerveknek a különböző közigazgatási és adminisztratív szolgáltatások közvetlen nyújtására az állampolgárok számára.
A kifejezés magában foglalja az állampolgárok és a kormány (C2G), a kormány és más kormányzati szervek (G2G), a kormány és az állampolgárok (G2C), a kormány és a munkavállalók (G2E), valamint a kormány és a vállalkozások (G2B) közötti digitális interakciókat, kommunikációt és tranzakciókat. 
Az e-kereskedelem és a közigazgatás meghatározó területek az e-kormányzat fogalmát illetően, amelynek lényege, hogy a közigazgatás szolgáltatásait a lehető legközelebb hozza a lakossághoz, egy a nap 24 órájában, a hét minden napján, az év 365 napján elérhető rendszer formájában. A számítógépek és az internet fejlődésével együtt elkezdődött a különböző e-kormányzati rendszerek, alrendszerek fokozatos kialakulása. Az e-kormányzati rendszerek fejlődésében három fejlődési szakaszt különíthetünk el: 
- az automatizálás időszaka (1970-1990),
- a számítógépesítés időszaka (1990-2000), és
- az e-kormányzás korszaka (2000-től napjainkig).

## ENSZ E-kormányzat Fejlettségi Mutató (EGDI)
Az Egyesült Nemzetek Gazdasági és Szociális Ügyek Főosztálya (ENSZ DESA) 2001 óta publikálja e-kormányzati felmérését, 2008 óta kétévente. E felmérés a szervezet mind a 193 tagállamának e-kormányzati fejlesztési helyzetét értékeli. A fejlesztések és az e-kormányzati teljesítmények előrehaladásának mérésére az E-Kormányzati Fejlesztési Mutató (E-Government Development Index, azaz EGDI) szolgál. Az EGDI egy összetett mutató, három normalizált mutató súlyozott átlagán alapul, amelyek a következők: 
- Távközlési Infrastruktúra Mutató (Telecommunications Infrastructure Index, azaz TII)
- Humántőke Mutató (Human Capital Index, azaz HCI)
- Online Szolgáltatás Mutató (Online Services Index, azaz OSI) [2]

Számítási egyenlete: EGDI = 1/3 (OSI normalizált + TII normalizált + HCI normalizált)
A felmérés célja, hogy összehasonlítási és fejlesztési eszközként szolgáljon az országok számára. Tanulmányozhatják és azonosíthatják, hogy melyek az e-kormányzati rendszereik erősségei és gyengeségei, és ezek mentén alakíthatják ki a jövőbeli politikáikat és stratégiáikat a területen. 
A legutóbbi, 2020-as felmérés elkészítéséhez szükséges adatok egy részének megszerzéséhez 96 különböző országból érkező, 66 különböző nyelvet lefedő, 215 online ENSZ önkéntes nyújtott segítséget.
Magyarországról 2003 óta publikál adatokat a felmérés. A legutóbbi, 2020-as publikáció szerint az ország EGDI pontszáma 0,7745 lett, amivel a 193 országból az 52. helyre lett rangsorolva. Kategória szerint a nagyon magas EGDI értékű (Very high EGDI, azaz VHEGDI) csoportba tartozik Magyarország. E kategória alsó határa 0,75. 